# Ньюкамерстаун (Огайо)
Ньюкамерстаун (англ. Newcomerstown) — селище (англ. village) в США, в окрузі Таскарвас штату Огайо. Населення — 3702 особи (2020).

## Географія
Ньюкамерстаун розташований за координатами 40°16′34″ пн. ш. 81°35′42″ зх. д. / 40.27611° пн. ш. 81.59500° зх. д. (40.276034, -81.595123).  За даними Бюро перепису населення США в 2010 році селище мало площу 7,61 км², з яких 7,36 км² — суходіл та 0,25 км² — водойми.

## Демографія
Згідно з переписом 2010 року, у селищі мешкали 3822 особи в 1598 домогосподарствах у складі 982 родин. Густота населення становила 502 особи/км².  Було 1798 помешкань (236/км²).
Расовий склад населення:
| - 95,6 % — білих - 1,6 % — чорних або афроамериканців - 0,3 % — азіатів - 0,2 % — корінних американців |

До двох чи більше рас належало 1,8 %. Частка іспаномовних становила 1,2 % від усіх жителів.
За віковим діапазоном населення розподілялося таким чином: 24,1 % — особи молодші 18 років, 58,3 % — особи у віці 18—64 років, 17,6 % — особи у віці 65 років та старші. Медіана віку мешканця становила 40,3 року. На 100 осіб жіночої статі у селищі припадало 90,1 чоловіків;  на 100 жінок у віці від 18 років та старших — 87,8 чоловіків також старших 18 років.
Середній дохід на одне домашнє господарство  становив 42 798 доларів США (медіана — 35 317), а середній дохід на одну сім'ю — 49 752 долари (медіана — 47 616). Медіана доходів становила 39 732 долари для чоловіків та 28 750 доларів для жінок. За межею бідності перебувало 25,1 % осіб, у тому числі 39,2 % дітей у віці до 18 років та 21,5 % осіб у віці 65 років та старших.
Цивільне працевлаштоване населення становило 1355 осіб. Основні галузі зайнятості: освіта, охорона здоров'я та соціальна допомога — 29,4 %, виробництво — 20,4 %, транспорт — 8,3 %, будівництво — 7,5 %.